# Wasil Bykau
Wasil Uładzimirawicz Bykau (biał. Васіль Уладзіміравіч Быкаў, ros. Василь Владимирович Быков, Wasil Władimirowicz Bykow; ur. 19 czerwca 1924 w Byczkach, zm. 22 czerwca 2003 w Mińsku) – białoruski pisarz, uważany za jednego z najwybitniejszych pisarzy współczesnej literatury białoruskiej, choć wiele jego utworów ukazywało się równolegle także w wersji rosyjskiej. Bykau był kandydatem do literackiej Nagrody Nobla. Przekładał na język białoruski twórczość m.in. Adama Mickiewicza oraz Karola Wojtyły.

## Życiorys
Wasil Bykau urodził się w 1924 we wsi Byczki, niedaleko Witebska. Po ataku Niemiec na ZSRR w 1941, mając siedemnaście lat zaciągnął się jako ochotnik do Armii Czerwonej. Po wojnie pracował jako dziennikarz w czasopiśmie Grodzieńska Prawda. Zadebiutował w 1960 tomem opowiadań Krzyk żurawi. Następnie wydał szereg powieści, które szybko zdobyły rozgłos i popularność, także dzięki filmom, kręconym na ich podstawie. Jest autorem m.in. powieści Trzecia rakieta (1961), Ballada alpejska (1964), Sotnikow (1970), Obelisk (1971), Pójść i nie wrócić (1978), większość z nich ukazała się w przekładzie na język polski. W latach 1972–1978 pełnił funkcję sekretarza grodzieńskiego oddziału Związku Pisarzy Białoruskich.
Bykau aktywnie angażował się w politykę, czasem silnie sprzeciwiając się oficjalnej linii władz. W 1968 protestował np. wobec okupacji Czechosłowacji, a w 1980 – przeciwko wojnie w Afganistanie. Po upadku komunizmu brał udział w życiu politycznym niepodległej Białorusi, zakładając m.in. Białoruski Komitet Helsiński. W 1996 roku został redaktorem naczelnym miesięcznika „Mastackaja Literatura”. W latach 1990–1999 sprawował funkcję prezesa białoruskiego PEN Clubu. Po objęciu władzy przez Alaksandra Łukaszenkę ze względu na swą twórczość stał się na Białorusi persona non grata, wobec czego w 1997 udał się na emigrację, najpierw do Finlandii, a potem do Niemiec. Na Białoruś wrócił krótko przed swoją śmiercią w 2003.
Główną tematyką jego dzieł jest okres wojny niemiecko-radzieckiej (na obszarze byłego ZSRR nazywanej wielką wojną ojczyźnianą), którą opisywał, posługując się metodą realistyczną, czasem nawet bliską naturalizmowi. Postacie jego powieści, zwykle żołnierze bądź partyzanci, przedstawiani są bez patosu i monumentalizmu, typowego dla utworów pisanych zaraz po zakończeniu wojny. W 1997 ukazał się tom bardzo krytycznych wobec nowej władzy opowiadań pt. Ściana (pol. przekład ukazał się w 1999). Negatywne stanowisko Łukaszenki wobec Bykawa, który został oskarżony o „rusofobię i nacjonalizm”, było bezpośrednią przyczyną emigracji pisarza na Zachód.

## Twórczość

### Powieści
- Żurawi krzyk (Жураўліны крык) – 1960
- Trzecia rakieta (Трэцяя ракета) – 1962
- Pułapka (Западня) – 1962
- Alpejska ballada (Альпійская балада) – 1964
- Jedna noc (Адна ноч) – 1965
- Zmarłych nie boli (Мёртвым не больно) – 1965
- Obelisk (Абеліск) – 1971
- Doczekać do świtu (Дажыць да світання) – 1973
- Wilcza zgraja (Воўчая зграя) – 1974
- Jego batalion (Яго батальён) – 1975
- Pójść i nie wrócić (Пайсці і не вярнуцца) – 1978
- Zły znak (Знак бяды) – 1983
- Sotnikow (Сотников) – 1987
- We mgle (У тумане) – 1989
- Mróz (Стужа) – 1991
- Ściana (Сьцяна) – 1997
- Wilcza jama (Ваўчыная яма) – 1999
- Bagno (Балота) – 2001
- Długa droga do domu (Доўгая дарога да дому) – 2003

### Opowiadania
- Blindaż (Бліндаж) – 1987/2006 – zbiór opowiadań

## Odznaczenia i nagrody
- Złoty Medal „Sierp i Młot” Bohatera Pracy Socjalistycznej (18 czerwca 1984)
- Order Lenina (18 czerwca 1984)
- Order Wojny Ojczyźnianej I klasy (11 marca 1985)
- Order Czerwonego Sztandaru Pracy (28 czerwca 1974)
- Order Czerwonej Gwiazdy (24 maja 1945)
- Nagroda Leninowska (1986)
- Nagroda Państwowa ZSRR (1974)
- Order Przyjaźni (Rosja, 26 lipca 1994)

I medale.